# 画语录
《画语录》又名《石涛画语录》、《苦瓜和尚画语录》，是清朝石涛（1642年-1718年）所著的画论专著。石涛还有另一部《画谱》，同样十八章，各章标题和《画语录》相同，但较简约，学者们认为《画语录》是《画谱》的定稿。

## 章节
《画语录》共十八章：
- 一画章第一
- 了法章第二
- 变化章第三
- 尊受章第四
- 笔墨章第五
- 运腕章第六
- 絪緼章第七
- 山川章第八
- 皴法章第九
- 境界章第十
- 蹊径章第十一
- 林木章第十二
- 海涛章第十三
- 四时章第十四
- 远尘章第十五
- 脱俗章第十六
- 兼字章第十七
- 资任章第十八

## 书目
- 《画语录》(清)石涛著; 黄兰波点注  广西人民出版社, 2001 ISBN 7-219-04425-9